# La première sortie
La première sortie (Het eerste uitje), ook wel getiteld Au théâtre (In het theater), is een schilderij van de Franse impressionistische kunstschilder Pierre-Auguste Renoir, geschilderd in 1876-1877, olieverf op doek, 65 x 49,5 centimeter. Het toont twee mooie jonge vrouwen in een loge van de opera, met een vage achtergrondimpressie van een druk pratend publiek in de loge beneden hen. Het schilderij is thans in bezit van de National Gallery te Londen.

## Context
Het uitgaansleven van de Parijzenaars was aan het einde van de negentiende eeuw een populair thema onder de impressionisten. Veel van hun werken zijn gesitueerd in cafés, cabaretzalen, theaters, het circus, enzovoort. Het vastleggen van de vluchtige en spontane momenten van vermaak paste naadloos in de filosofie van het impressionisme. Daarenboven werd het bruisende uitgaansleven gezien als een weerspiegeling van het nieuwe, moderne leven, dat zich in die tijd voor een steeds breder publiek ontsloot. Veel kunstenaars maakten ook zelf deel uit van die wereld, waaronder Renoir, die zich in de jaren 1870 vaak in het Parijse uitgaansleven bewoog.
Renoir maakte meerdere portretten van vrouwen in het theater, waaronder zijn bekende La loge uit 1874. In vergelijking met La première sortie is duidelijk zichtbaar hoe Renoir tussen 1874 en 1877, mede onder invloed van Claude Monet met wie hij toen samen in Argenteuil woonde, zich de filosofie van de impressionisten nog nadrukkelijker eigen gemaakt heeft: waar La loge een weliswaar losse maar tegelijkertijd nauwkeurige portrettekening maakt, valt in La première sortie met name de vage uitwerking van de achtergrond op. Die vaagheid, gecombineerd met de afgewogen kleurcompositie, benadrukt de vluchtigheid van het moment en geeft tegelijkertijd een nieuwe vorm van realiteit en ruimtelijkheid aan het werk. Het bijna in elkaar overvloeiende achtergrondtafereel legt bovendien de focus op de centrale figuren op de voorgrond. Tevens wekt het een sfeervolle suggestie van drukte in een afgesloten rokerige ruimte.

## Afbeelding
La première sortie toont twee mooie jonge vrouwen in een loge van de opera of een cabaret, die ze klaarblijkelijk voor de eerste keer bezoeken. Röntgenstralen hebben aangetoond dat Renoir oorspronkelijk nog twee andere figuren naast beide meisjes heeft willen schilderen, maar de contouren daarvan heeft hij later overgeschilderd.
De beide meisjes op de voorgrond buigen licht naar voren om de show beter te kunnen zien en kijken neer op een levendig publiek in een andere theaterloge beneden hen. Het voorste meisje is weergegeven in profiel, met haar gezicht enigszins weggedraaid van de schilder. Ze is duidelijk onder de indruk van de nieuwe ervaring. Haar handen omklemmen gespannen een boeket. Haar gelaatsuitdrukking toont een mengeling van spanning, verwondering en nieuwsgierigheid. Voorstelbaar is dat de show net gaat beginnen, hoewel de mensen beneden haar nog weinig aandacht lijken te hebben. Het bijna hoorbare geklets van het publiek laat zien dat het sociale gebeuren in het theater toentertijd zeker zo belangrijk was als het culturele aspect.

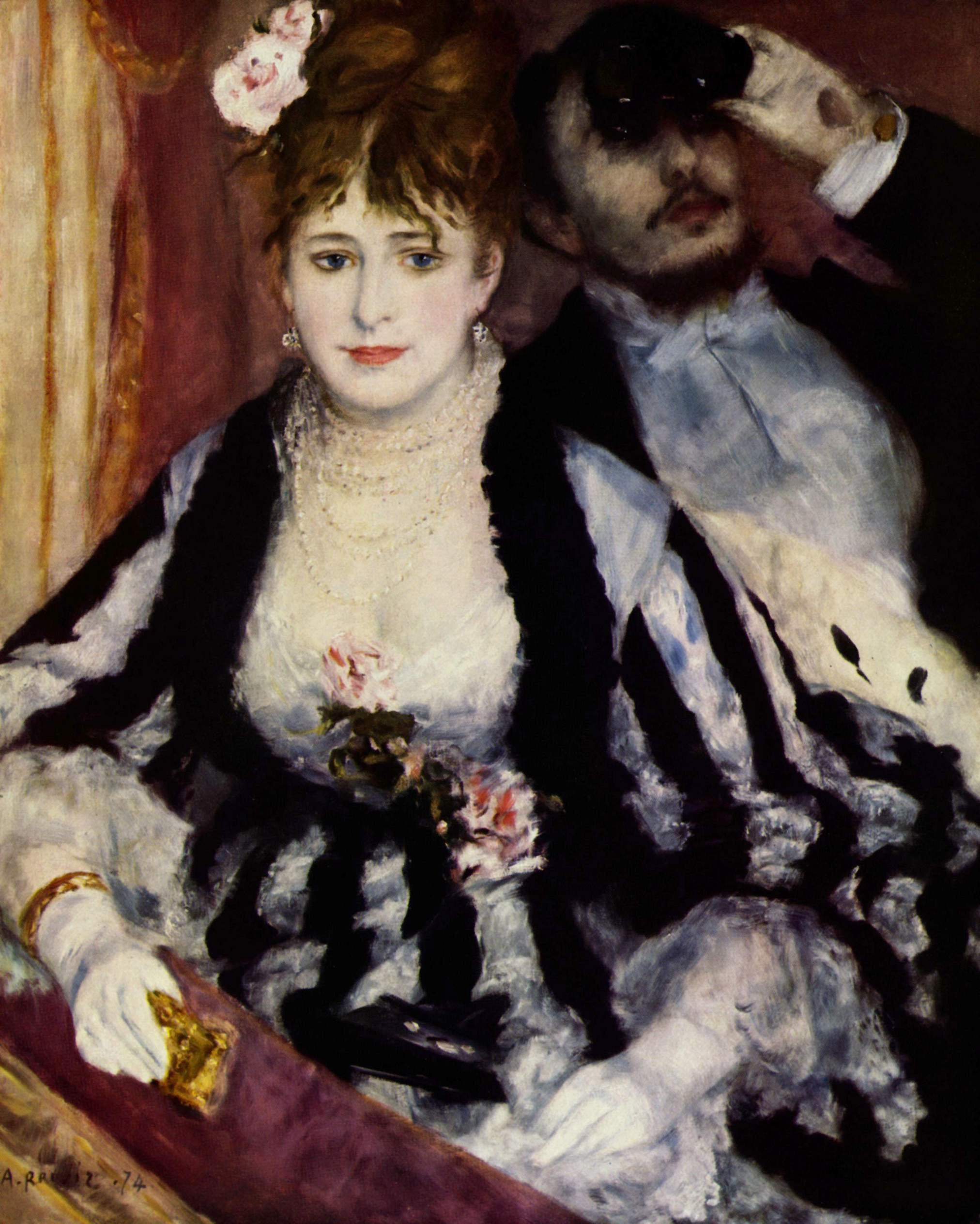
La loge uit 1874: zelfde thema drie jaar eerder, anders uitgewerkt.

Renoir toont in La première sortie zijn bijzondere vaardigheid als portrettist, met name in het vastleggen van de emotie van de jonge vrouw op de voorgrond. Daarnaast toont hij zich als altijd een meester in compositie en kleur. De jeugdige, frisse gelaatsuitdrukking van het meisje, haar roodachtige haar en de lichtblauwe, paarsachtige hoed contrasteren op charmante wijze met haar donkere jurk, die als een diagonaal het werk in tweeën deelt. Op de achtergrond lossen contouren en kleurvlakken zich op in een sprankelende mêlee van licht en kleur. De atmosfeer van intimiteit die de twee meisjes op de voorgrond uitstralen contrasteert met de drukte van het publiek op de achtergrond, waarmee de vitaliteit van het werk versterkt wordt. Het toont aan de meisjes een wonderlijke nieuwe wereld die een grote aantrekkingskracht uitoefent.